# Psychotria bourailensis
Psychotria bourailensis är en måreväxtart som beskrevs av André Guillaumin. Psychotria bourailensis ingår i släktet Psychotria och familjen måreväxter. Inga underarter finns listade i Catalogue of Life.